# رابط دی‌آی‌ان ۷/۱۶

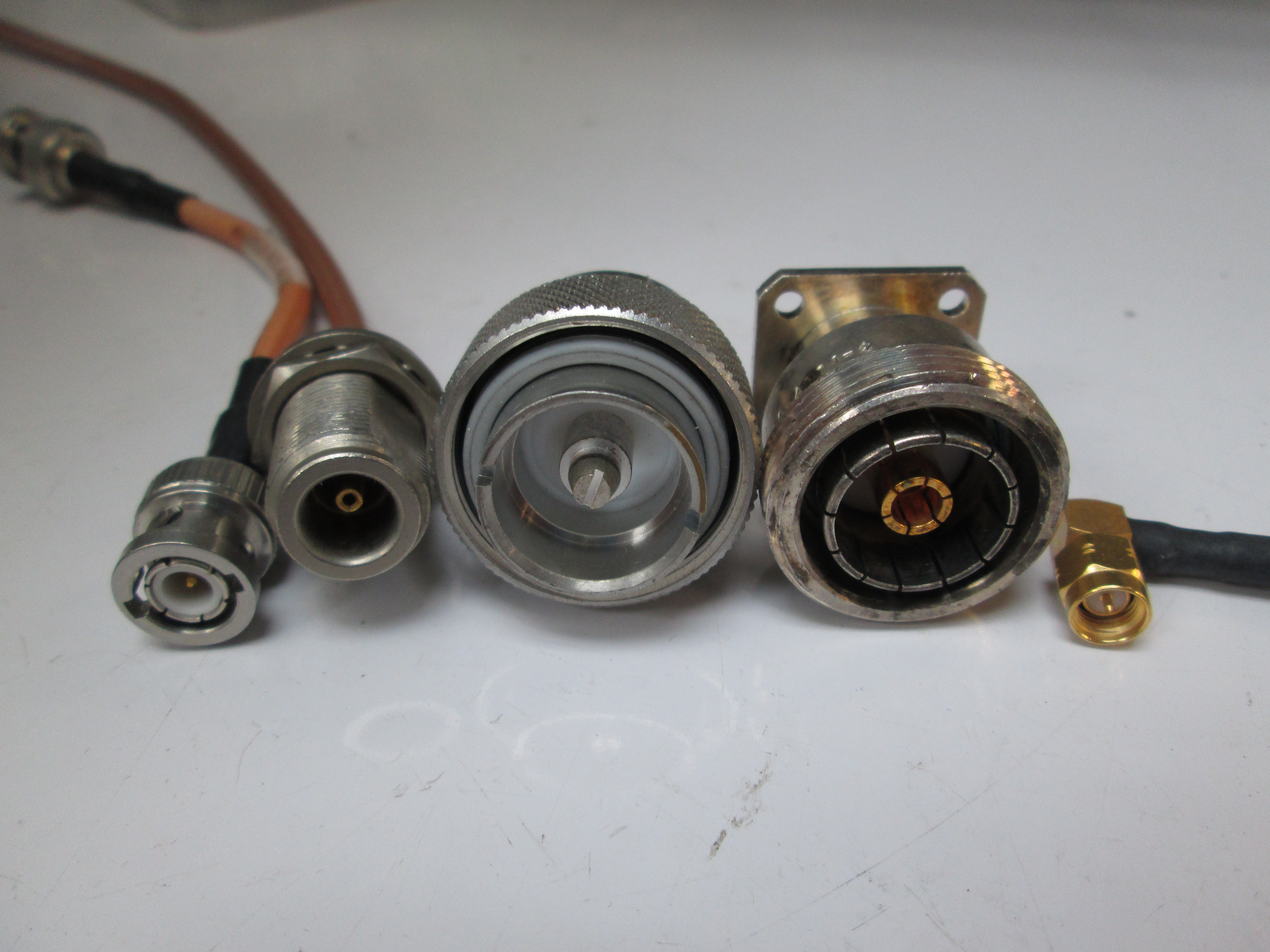
کانکتور DIN 7/16 همراه با دیگر کانکتورهای RF متداول. از چب به راست عبارتند از: کانکتور BNC male، کانکتور N female، کانکتور DIN 7/16 male، کانکتور DIN 7/16 female، کانکتور SMA male.
.

رابط دی‌آی‌ان ۷/۱۶ یک رابط آراف با امپدانس ۵۰Ω است که برای اتصال به کابل‌های کواکسیال استفاده می‌شود. این کانکتور یکی از پرکاربردترین کانکتورهای RF توان بالا در سیستم‌های آنتن شبکه سلولی است. این نباید با آداپتورهای فلنج EIA که قطر بیرونی به صورت کسری از یک اینچ گفته می شود اشتباه گرفته شود. کانکتور DIN 7-16 نسبت به دیگر کانکتورهای بدون فلنج، مانند کانکتور N یا کانکتور BNC در هنگام تداخل و PIM یا انتقال توان بالا در فرکانس‌های RF بهتر عمل می‌کند.
رابط دی‌آی‌ان ۷/۱۶ یک کانکتور RF پرقدرت است که به‌طور گسترده در سیستم‌های آنتن یا ایستگاه‌های پایه موبایل مورد استفاده قرار می‌گیرد و عملکرد بهتری را در رابطه با تداخل و PIM فراهم می‌کند. اندازه هادی داخلی در کانکتور 7/16 DIN برابر ۷ میلی‌متر است در حالی که اندازه هادی خارجی ۱۶ میلی‌متر می‌باشد.
کلمه DIN مخفف Deutsches Institut für Normung است، اسم یک سازمان آلمانی استانداردسازی است که استاندارد کانکتور را تهیه می‌کند. (پیش از این ۷/۱۶ به عنوان یک پروژه ویژه نظامی بود و توسط Spinner و دیگران ساخته شده بود). اندازه قطر هادی داخلی کانکتور ۷/۱۶ نوع مادگی برابر ۷ میلیمتر و اندازه قطر داخلی هادی خارجی برابر ۱۶ میلی‌متر است.
کانکتورهای بزرگتری در همین خانواده کانکتور DIN وجود دارد، به عنوان مثال 13/30 DIN (رزوه بیرونی با رزوه ۵۰ میلی‌متر، و پیچ ۳ میلی‌متر) و نوع کمیاب تر DIN 25/58 است که امکان انتقال توان بالاتر را نسبت به DIN 7/16 را فراهم می‌کند (به ترتیب تقریباً دو و چهار برابر) اما کابل‌های مناسب برای این کانکتورها نیز نایاب است، هیچ‌کدام از کانکتورهای فوق هنوز محبوبیت جهانی تقریباً مشابه DIN 7-16 را به دست نیاورده اند، و همچنین در حال حاضر تنها تعداد اندکی از سازندگان تجهیزات مخابراتی آنها را تولید می‌نمایند 13-30DIN 25-58 DIN

## کاربرد
مطابق با مجله Utilities Telecom Council , 
 کانکتورهای DIN 7/16 در شبکه‌های آنتن که شامل فرستنده‌های متعدد همراه با یک آنتن مشترک یا همراه با آنتن base station هستند، استفاده می‌شود. این کانکتورها Inter-modulation کمتری نسبت به بقیه کانکتورها دارد و بنابراین در سایت‌های RF شلوغ و تقریباً در تمام سیستم‌های ترانکینگ (که فرستنده‌های متعدد یک آنتن مشترک دارند) استفاده می‌شوند. لازم است ذکر شود که یک آنتن برای اینکه عملکرد PIM کم داشته باشد، باید در کنار این کانکتورها استفاده شود 